# Плимът (окръг, Айова)
Вижте пояснителната страница за други значения на Плимът.
Окръг Плимът (на английски: Plymouth County) е окръг в щата Айова, Съединени американски щати. Площта му е 2238 km², а населението - 24 849 души (2000). Административен център е град Ле Марс.